# Кокорин, Михаил Васильевич
Михаил Васильевич Кокорин (род. 1951, Архангельская область) — советский самбист, чемпион и призёр чемпионатов СССР, чемпион Европы, призёр чемпионатов мира, обладатель Кубка мира, Заслуженный мастер спорта России. Директор Санкт-Петербургской комплексной школы высшего спортивного мастерства. Вице-президент Санкт-Петербургского отделения Всероссийской федерации самбо.

## Спортивные результаты
- Чемпионат СССР по самбо 1977 года — ;
- Чемпионат СССР по самбо 1978 года — ;
- Чемпионат СССР по самбо 1981 года — ;
- Чемпионат СССР по самбо 1982 года — ;
- Чемпионат СССР по самбо 1984 года — ;
- Чемпионат СССР по самбо 1985 года — ;
- Чемпионат СССР по самбо 1986 года — .
- Абсолютный чемпионат СССР по самбо 1978 года — ;